# Philodicus ochraceus
Philodicus ochraceus là một loài ruồi trong họ Asilidae. Philodicus ochraceus được Becker miêu tả năm 1925. Loài này phân bố ở miền Ấn Độ - Mã Lai.